# Palpigradi
I Palpigradi sono un ordine di Aracnidi caratterizzati da dimensioni ridottissime e dalla presenza di un flagello al termine dell'opistosoma.
Hanno la peculiarità (da cui deriva il loro nome) di utilizzare i pedipalpi per la locomozione, e il primo paio di zampe per localizzare e catturare le prede.
Sono ciechi, vivendo prevalentemente nel suolo o nelle grotte, e se ne conoscono pochissime specie, tutte di recente scoperta.
L'ordine comprende le seguenti famiglie:
- Eukoeneniidae Petrunkevitch, 1955
  - Allokoenenia (1 specie)
  - Eukoenenia (60 specie)
  - Koeneniodes (8 specie)
  - Leptokoenenia (2 specie)
- Prokoeneniidae Condé, 1996
  - Prokoenenia (6 specie)
  - Triadokoenenia (1 specie)